# 천셴
천셴(중국어: 陈贤, 병음: Chen Xian, 한자음: 진현, 1997년 5월 11일 ~ )은 중화인민공화국의 바둑 기사이다. 후난성 헝양시 출신으로 중국기원 소속의 8단이다. 2014년 중국갑조리그에서 신인상을 획득했고 2019년 중국 전국바둑개인전 남자조에서 우승했다.

## 경력
후난성 헝양시에서 태어났다. 2011년 프로바둑에 입단했고 2012년 바이링배 본선 16강에 진출했다. 2014년 중국갑조리그에 광서화람팀으로 참가하여 9승 8패를 기록했고, 최우수신인상을 수상했다. 2019년 중국 전국바둑개인전 남자조에서 우승했다.